# 員山結頭份大樹公
24°45′37″N 121°43′13″E / 24.760270°N 121.720281°E
員山結頭份大樹公，是位於臺灣宜蘭縣員山鄉頭分村的茄苳樹，被當地人視為神樹，傳言樹下為歌仔戲的起源地。

## 樹身

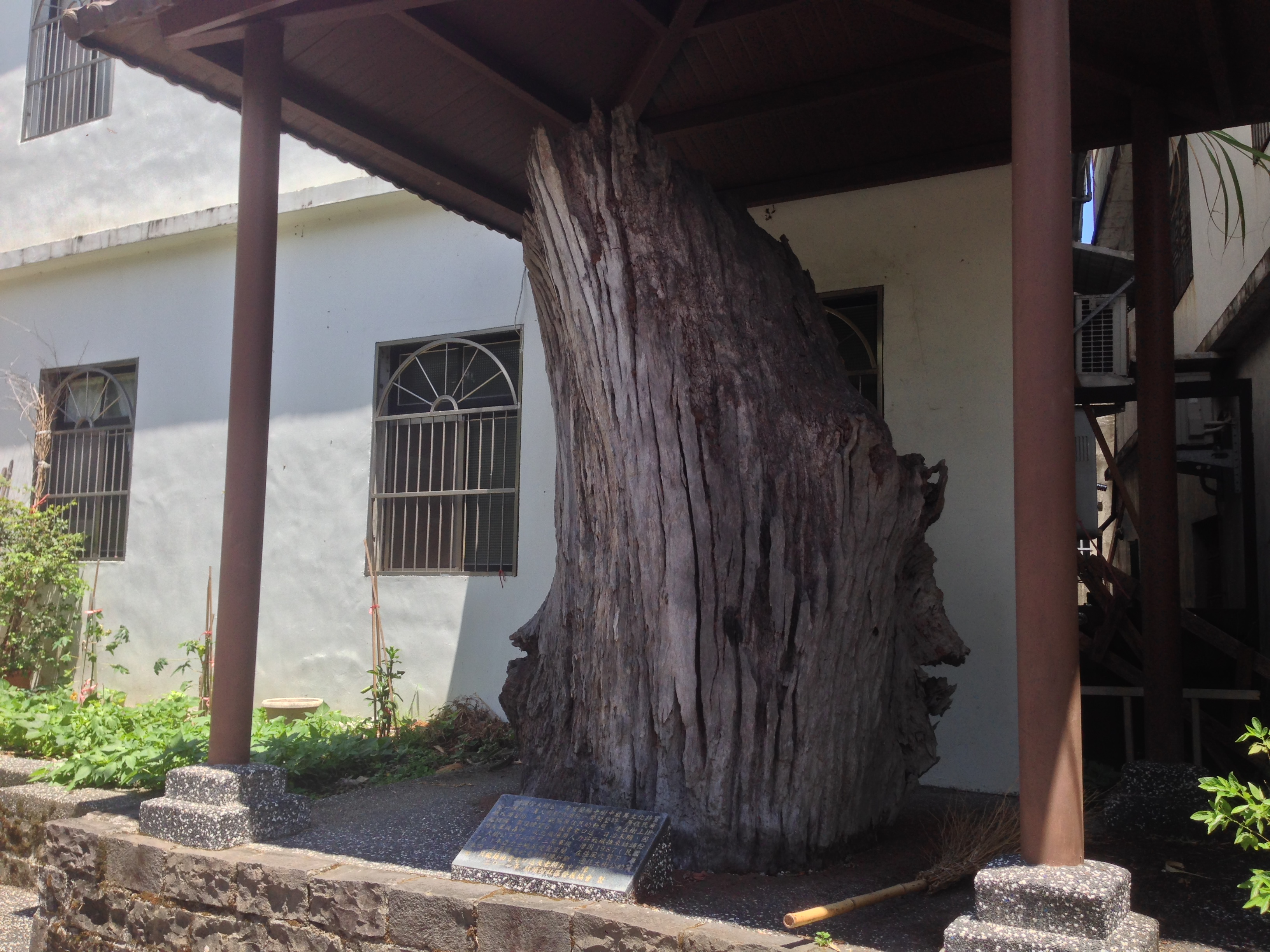
第一代大樹公

員山結頭份大樹公今址為員山鄉永同路2段203號民宅旁，屬於台灣原生樹種茄苳樹。結頭分耆老表示，第一代大樹公過去是該地老樹中最年長的一棵，枝幹粗壯，可鋪木板可當床。早期開墾的先人為防止原住民出草，就在此樹掛上銅鑼，一有動靜就敲鑼警示。
二次大戰末期，日軍擔心盟軍炸毀神風特攻隊的飛機，遂徵召民力從宜蘭北機場將飛機藏到第一代大樹公下避難，最多可停兩架飛機
1987年亞力士颱風，將此棵4、5層樓高、八人環抱的樹攔腰折斷。事後以鐵鋸予以剪除，只剩下4公尺的高度。

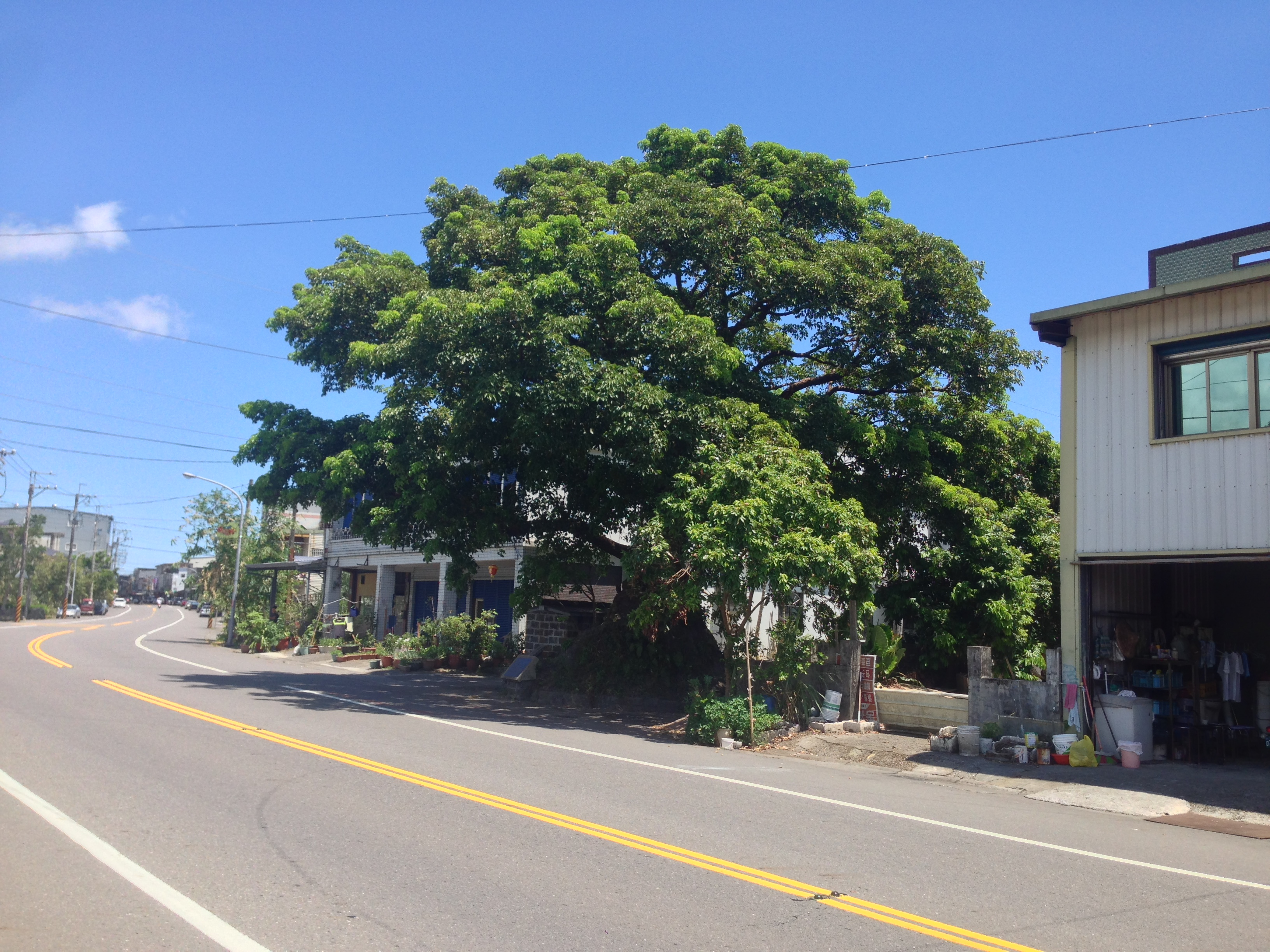
第二代樹身

1999年8月10日，二代木樹身因永同路拓寬而面臨砍除，受村長宮林春及村民請命的縣長劉守成前往了解後，指示建設局一週內召開協調會。該樹之後被宜蘭縣政府列為珍貴老樹，由社區組織維護環境。周振東武舉人宅遺蹟銃樓因拓寬棉臨拆除時，員山鄉長黃評譿就以大樹公為例來支持保留。

## 歌仔戲
當地傳言清末時，當地人歐來助農閒時刻常在此老樹下自編自唱，以大殼絃、月琴、蕭、笛，演出被稱為「落地掃」的表演。他還在老樹附近的檳榔園，以桂竹和稻草塔蓋了一座稱為「歌仔寮」的草寮，傳授表演技藝給家鄉子弟，後學習者日多，於是孕育出歌仔戲的雛形。
自2010年，居民在二代木樹下舉行結頭份歌仔戲文化節。結頭份社區理事長陳聰文在2012年時表示香港、新加坡、北京學者等來此地尋歌仔戲的根，引起居民的重視，決定好好保存、傳承。社區也曾與台灣碗盤博物館、畫家林耀堂合作，在此樹下舉行文創產品的發表會。歌仔戲小生陳亞蘭也在2014年來此尋根、上香。

## 樹公廟

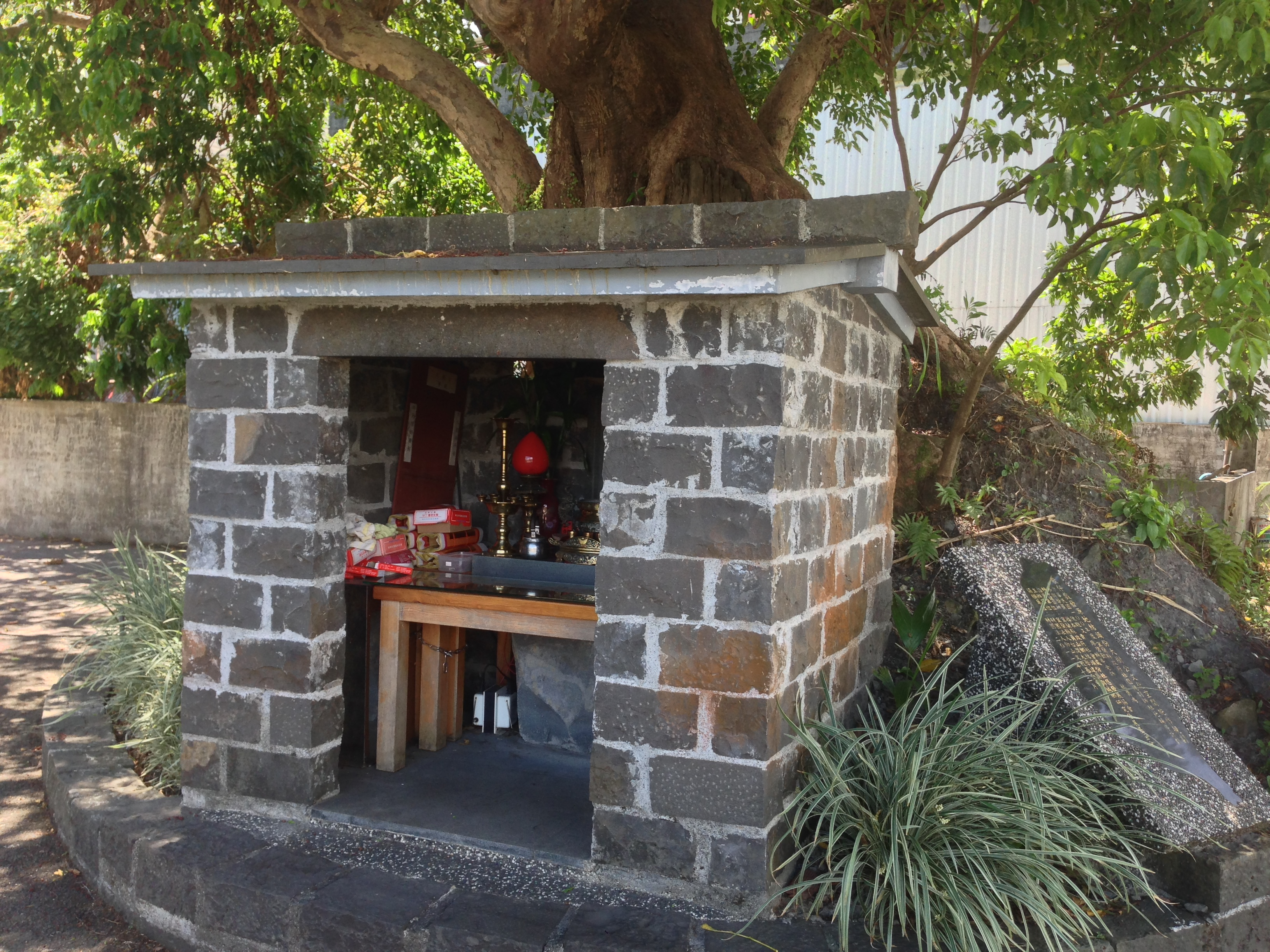
大樹公廟

原先二代木的樹公廟門是面向地主屋舍，2011年獲得新台幣十九萬五千元翻修時，廟門改向馬路，也把附近在1987年被颱風吹斷的一代木樹幹等也一併整理。
村民還將原先樹下的樹公廟從鐵皮屋換成磚牆屋，於2012年1月6日入厝。安座大典當日也有有北管樂團、社區歌仔戲、同樂國小歌仔戲團演出。社區婦女們以湯圓來慶祝。民眾還表演以推竹飛機到樹下，重現過去推戰機場景。

## 文化資產
2014年，為了避免樹身附近因環境變化或都市發展遭到破壞，宜蘭縣文化局於把茄苳樹、樹下大樹公廟及周邊空地登錄為文化景觀，加以保護。文化局表示，大樹公與鄰近區域為傳說宜蘭歌仔戲發源地，社區居民也常以樹下空間作為歌仔戲班表演地，亦是信仰中心、極具歷史文化價值、時代與社會意義，值得登錄為文化景觀保護。

## 外部連結
- 員山結頭份大樹公——文化部文化資產局（页面存档备份，存于）